# Вачеєвка
Ваче́євка (рос. Вачеевка, ерз. Вачеевка) — присілок у складі Єльниківського району Мордовії, Росія. Входить до складу Великомордовсько-Пошатського сільського поселення.
Населення — 62 особи (2010; 75 у 2002).
Національний склад (станом на 2002 рік):
- татари — 95 %